# Callixalus pictus
Callixalus pictus és una espècie d'amfibis de la família Hyperoliidae monotípica del gènere Callixalus.
Habita a República Democràtica del Congo, Ruanda i possiblement Uganda. El seu hàbitat inclou les Muntanyes Itombwe. Està amenaçada d'extinció per la pèrdua del seu hàbitat.

## Descripció
Els mascles creixen fins a 37 mm i les femelles 43 mm de longitud. El dors és berrugòs i de color marró xocolata a gairebé negre, i té moltes petites taques taronges o daurades. No hi ha sac vocal; els mascles semblen ser muts.

## Hàbitat i conservació
Els hàbitats naturals de Callixalus pictus són boscos d'altitud, especialment boscos de bambú, per sobre dels 2.100 m snm, però més comunament només per sobre dels 2.400 m. Durant el dia s'amaguen en soques de bambú trencades o entre l'escorça i la molsa que cobreix els troncs dels arbres.
Callixalus pictus està amenaçat per la pèrdua d'hàbitat causada per l'agricultura, la ramaderia, l'extracció de fusta i l'expansió dels assentaments humans.